# Ricki-Lee Coulter
Ricki-Lee Coulter, född 10 oktober 1985 på Nya Zeeland, är en australisk prisbelönad sångerska. Hon har deltagit i Australian Idol 2004 där hon kom fyra.
Efter sitt deltagande i Idol fick Coulter ett skivkontrakt och har sedan dess släppt ett antal skivor. Under 2006 blev Coulter medlem i popgruppen Young Divas tillsammans med två andra Idoldeltagare. Gruppen blev populär direkt, men hon lämnade gruppen under ett tidigt skede för att satsa på sin fortsatta solokarriär.